# Asplenium badinii
Asplenium badinii là một loài dương xỉ trong họ Aspleniaceae. Loài này được Sylvestre & P.G. Windisch mô tả khoa học đầu tiên năm 2008.